# Второе правительство Ираклия Кобахидзе
Второе правительство Ираклия Кобахидзе является действующим правительством Грузии во главе с Ираклием Кобахидзе в качестве премьер-министра. Кабинет был сформирован после парламентских выборов 2024 года, в результате которых победившая партия «Грузинская мечта» выдвинула Ираклия Кобахидзе своим кандидатом на пост премьер-министра на второй срок. 28 ноября 2024 года парламент большинством голосов (84 из 150) утвердил новый состав правительства. Девять министров прошлого кабинета сохранили свои посты.

## Состав правительства
- Премьер-министр — Ираклий Кобахидзе;
- Первый вице-премьер, министр экономики и устойчивого развития — Леван Давиташвили[груз.];
- Вице-премьер, министр обороны — Ираклий Чиковани[груз.];
- Вице-премьер (с 20 декабря 2024)[2], министр внутренних дел — Вахтанг Гомелаури;
- Министр культуры и спорта — Тинатин Рухадзе;
- Министр иностранных дел — Мака Бочоришвили;
- Министр финансов — Лаша Хуцишвили[груз.];
- Министр регионального развития и инфраструктуры — Ираклий Карселадзе[груз.];
- Министр юстиции — Анри Оханашвили[груз.];
- Министр охраны окружающей среды и сельского хозяйства — Давид Сонгулашвили[груз.];
- Министр образования, науки и молодежи — Александр Цуладзе[груз.];
- Министр по делам вынужденных переселенцев с оккупированных территорий, труда, здравоохранения и социальной защиты — Михаил Сарджвеладзе[груз.];
- Государственный министр по вопросам примирения и гражданского равноправия — Тея Ахвледиани[груз.];